# السيخية حسب البلد

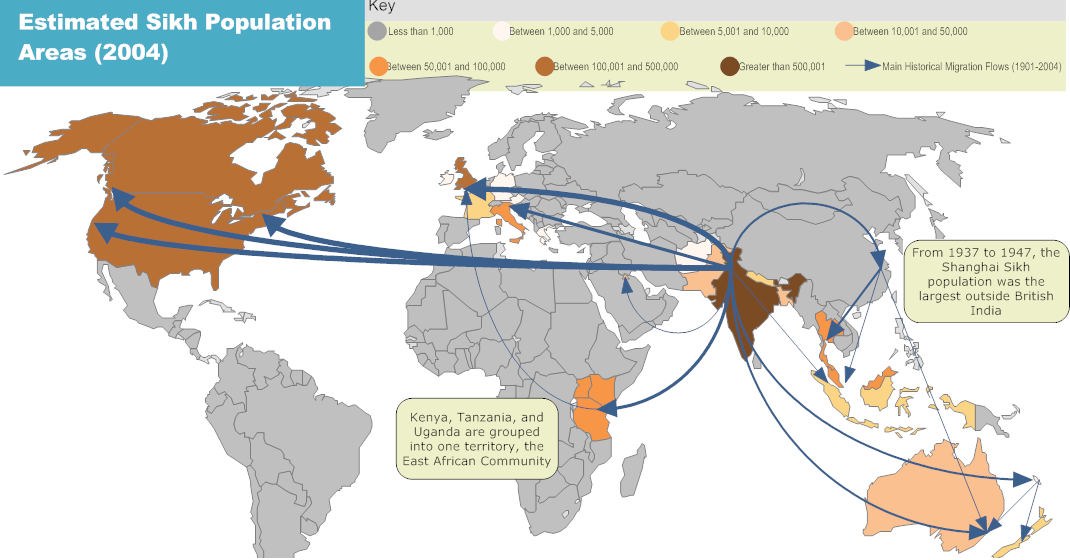

الديانة السيخية موجودة بشكل كبير في منطقة البنجاب في الهند ولكن المجتمعات السيخية موجودة في كل القارات، أكبر دولة تحتوي على المهاجرين السيخ هي كندا و المملكة المتحدة، هناك أكثر من 30 مليون سيخي في العالم.